# 稷下街道
稷下街道，是中华人民共和国山東省淄博市临淄区下辖的一个乡镇级行政单位。

## 行政区划
稷下街道下辖以下地区：
金茵社区、盛都社区、瑞泉社区、稷中社区、鞠源社区、齐都花园社区、齐都芳苑社区、合理村、耿王村、孙娄东村、孙娄西村、孙娄南村、郑王村、高娄村、东安村、西安村、南安村、王家村、杜家村、韩家村、大杨村、小杨村、槐行村、董褚村、闫家村、孙营村、程营村、朱营村、永流村、范家村、徐家村、刘家村、商王村、赵家村、陈家村、东孙村、西孙村、官道村、魏家村和尧王村。